# Aeroportul Kota
Aeroportul Kota (IATA: KTU, ICAO: VIKO) este un aeroport din Rajasthan, India ce deservește zona Kota⁠(d). Aeroportul a fost tranzitat în decembrie 2022 de 32 de pasageri. A fost numit după zona deservită.
Situat la o altitudine de 273 m, aeroportul dispune de o singură pistă. Este operat de Airports Authority of India⁠(d).